# Maqrud
El maqruḍ (مقروض) o maqruṭ (مقروط), también transcrito como makrud o macrud (en francés, macroude o makroud) es un dulce magrebí con forma de diamante que consiste en una capa de sémola de trigo rellena de pasta de dátiles, higos o almendras, frita en aceite y bañada en un jarabe de miel y agua de azahar. Este postre es de origen bereber.
Los macruds en masa se consumen principalmente en Argelia y Túnez, aunque en los países vecinos también son populares. Por ejemplo, en la Tripolitania (al oeste de Libia), que es una región fuertemente influenciada por la cultura tunecina. También tiene un equivalente en la gastronomía maltesa: el maqrut. En Marruecos, se encuentra particularmente en Ushda y Tetuán, donde fue introducida por los inmigrantes argelinos, y en Fez, donde fue introducido por tunecinos venidos desde Cairuán en el siglo IX. Como parte de una tradición culinaria, el macrud también se ha vuelto común en países donde vive una gran población de origen argelino o tunecino, especialmente en Francia.

## Variantes

### Argelia
El maqruḍ tiene sus orígenes en el sureste de Argelia. En este país se suele freír o también hornear; sin embargo, todo el país lo consume y encontramos diferentes características según la región. Sémola y dátiles empapados en almíbar en el Sáhara argelino, con canela y anís verde en Orán, almendras y azúcar glas en Argel. Argelia tiene la mayor variedad de maqruḍs del Magreb, los más importantes son:
- Maqruṭ tmar, una especialidad que tiene su origen en las «puertas» del Sáhara, pero se consume en todo el país. Basado en sémola y dátiles, este pastel está aromatizado con canela, clavo de olor y agua de azahar, todo cubierto con miel o jarabe casero. Puede ser frito u horneado.

- Maqruṭ lassel, especialidad procedente de las estepas y mesetas (principalmente de Sétif, pero adoptada en otros lugares), preparada con sémola, rellena de almendras molidas y aromatizada con canela y agua azahar.

- Maqruṭ al-luz (اللوز, «almendra»), o maqruḍ msaker, (سكر , «azúcar»), una especialidad que, como indica su nombre, se elabora principalmente con polvo de almendras muy finamente molido, azúcar, huevos y ralladura de limón; También se aromatiza con agua de azahar y se recubre con azúcar glas.
- Maqruḍ al-kusha (en francés, makrout au four) una especialidad de Constantina, preparada en las ciudades del este de Argelia; Está hecho de sémola y dátiles y se hornea en seco. En Argelia, se le considera «el antepasado del maqruḍ».
- Maqruṭ wahrani es una variante de la ciudad de Orán que contiene solo sémola con especias;
- Maqruḍ al-dgig, especialidad originaria de la ciudad de Suq Ahras; este maqruḍ tiene la distinción de estar preparado a partir de harina, de ahí su nombre;
- Maqruḍ el mdawer, especialidad de los llamados pasteles argelinos modernos que, como indica el árabe argelino (mdawer), es una variante del maqruḍ enrollado, donde el relleno se prepara con grandes cantidades de mantequilla y pasta de dátiles;
- Maqruḍ bil kermouss, el relleno de este maqruḍ se basa en pasta de higos frescos, caramelo y vainilla;
- Mkirat, una especialidad argelina de la ciudad de Tremecén, esta variedad de maqruḍ se prepara con una gran cantidad de huevos, cacahuete y semillas de sésamo asadas, se cocina y luego se sumerge en jarabe de miel y limón;
- Maqruṭ malah, una variante salada hecha de patatas, especias como ras el hanut y plantas aromáticas como la cúrcuma, el comino, el orégano y tomillo. Su relleno es a menudo pollo marinado en una salsa a base de ajo, tomate, pimentón y aceite de oliva; luego se cubre con sésamo fresco.

### Túnez
El maqruḍ en Túnez se prepara de diferentes maneras; son especialmente populares los rellenos de dátil y, más tradicionalmente, higos. 
Tiene fama el maqruḍ de la ciudad tunecina de Cairuán. De hecho, existe un festival del maqruḍ cada mayo.